# Tanja Sredić
Tanja Sredić (ur. 11 października 1991 roku w Pančevie) – serbska siatkarka, grająca na pozycji środkowej, reprezentantka kraju. W sezonie 2016/2017 grała w Orlen Lidze w zespole Polskiego Cukru Muszynianki Enea Muszyna. Od sezonu 2018/2019 występuje w rumuńskiej drużynie CSM Târgoviște.

## Sukcesy klubowe
Mistrzostwo Serbii:
- 2012, 2013, 2015

Mistrzostwo Rumunii:
- 2019, 2020